# Alexandre Du Sommerard
Alexandre Du Sommerard (ur. 31 sierpnia 1779 w Bar-sur-Aube, zm. 19 sierpnia 1842 w Paryżu) – francuski archeolog i kolekcjoner dzieł sztuki.
Posiadał wielki zbiór zabytków średniowiecznych. Rezultaty swych prac archeologicznych opisał w dziele Les Arts au Moyen Âge.